# Altrichthys
Altrichthys è un genere di pesci marini appartenenti alla famiglia Pomacentridae e alla sottofamiglia Chrominae.

## Distribuzione e habitat
Questo genere è endemico delle coste filippine.
Sono pesci strettamente costieri, tipici abitanti delle barriere coralline.

## Descrizione
Le dimensioni sono piccole, non superano i 6,5 cm.

## Biologia
Sono tra i pochi Pomacentridae ad avere cure parentali, le larve infatti non hanno uno stadio dispersivo pelagico ma vengono accudite fin dalla nascita dai genitori.

## Tassonomia
Il genere comprende 2 specie:
- Altrichthys azurelineatus
- Altrichthys curatus